# La Tayson, corazón rebelde
La Tayson, corazón rebelde es una telenovela peruana producida por Imizu Producciones para la cadena Frecuencia Latina. Es una adaptación de la telenovela argentina de 1998: Muñeca brava; creación original del argentino Enrique Torres.
Protagonizada por Vanessa Terkes y Jason Day, con las participaciones antagónicas de Fiorella Díaz, Norma Martínez, Natalia Cárdenas, Alberto Ísola, Francisco Cabrera y Katy Jara, y con las actuaciones estelares de Stephanie Orúe, Paul Vega, Marcello Rivera, Anahí de Cárdenas, Óscar López Arias y la primera actriz Attilia Boschetti.

## Sinopsis
La historia se centra en Milagros, una chica humilde y a la vez rebelde que con el paso del tiempo se termina enamorando de Rodrigo del Prado, pero su amor tendrá que pasar por varios obstáculos y por varios enemigos.

## Elenco
- Vanessa Terkes - Milagros "La Tayson"
- Jason Day - Rodrigo del Prado Sánchez-Concha
- Anahí de Cárdenas - Victoria del Prado Sánchez-Concha
- Paul Vega - Federico del Prado
- Fiorella Díaz - Andrea Ramos
- Attilia Boschetti - Angélica Vda. de Del Prado
- Alberto Ísola - Damián Sánchez-Concha
- Norma Martínez - Luisa Sánchez-Concha de Del Prado
- Francisco Cabrera - Pablo Sánchez-Concha
- Marcello Rivera - Bernardo
- Stephanie Orúe - Adelina "Lina"
- Óscar López Arias - Rocky "Morgan"
- Katy Jara - Martha Cordero
- Lucho Cáceres - Ramón
- Mayella Lloclla - Gloria
- Sergio Gjurinovic - Roberto "Bobby"
- Ramón García - Padre Manuel
- Elsa Olivero - Socorro
- Angelita Velásquez - Sor Catalina "Sor Cachetes"
- Natalia Cárdenas - Pilar
- Américo Zúñiga - Jefe de Obreros
- Sully Sáenz - Modelo
- Alejandra Guerra - Milena
- Miguel Iza - Néstor
- Ebelin Ortiz - Julieta
- Marisela Puicón - Leticia
- Cristian Rivero - Juan Cruz
- Gustavo Mac Lennan - Don Pepe
- Mariano García-Rosell - Trapo
- Aly Vera Félix - Amiga de Trapo
- Pietro Sibille - Francisco
- Diego Val - Sergio
- Diego Lombardi - David Herrera
- Ximena Díaz - Florencia Peña
- Pierina Carcelén - Magaly

## Versiones
- La versión original de esta historia es la telenovela argentina Muñeca brava, producida por Telefe entre 1998 y 1999 bajo la producción de Raúl Lecouna y dirigida por Hernán Abrahamnsohn. Los protagonistas de esta telenovela son Natalia Oreiro y Facundo Arana.
- La productora portuguesa TVI realizó una versión Anjo salvajem entre 2001 y 2002.
- La productora mexicana Televisa realizó entre 2007 y 2008 una versión de esta historia titulada Al diablo con los guapos, producida por Angelli Nesma, dirigida por Sergio Cataño y protagonizada por Allison Lozz y Eugenio Siller.